# Hannah Harper
Hannah Harper (ur. 4 lipca 1982 w Devon) – angielska reżyserka i aktorka filmów pornograficznych.

## Życiorys

### Wczesne lata
Urodziła się w Devon. Dorastała w Brixham, miasteczku rybackim w Devon, gdzie jej rodzice pracowali na lokalnych obozach wakacyjnych. Była dobrą uczennicą w szkole. Studiowała teatr, media, taniec i psychologię w szkole policealnej South Devon College w Paignton. Jako 14-lata podjęła pierwszą pracę w lokalnym sklepie z rybami i chipsami. Potem pracowała w hotelu jako recepcjonistka, barmanka i kelnerka.

### Kariera
W 2001 według sugestii jej ówczesnego męża, z którym potem się rozwiodła, w wieku 18 lat rozpoczęła karierę jako modelka w Londynie. W następnym roku przeniosła się do Los Angeles na sesje zdjęciowe, zanim się tam przeprowadziła. Pojawiła się w kilku amatorskich filmach porno TM Video Productions, zanim wzięła udział w pierwszej profesjonalnej scenie seksu z Laurą Biggs, Pascalem White i Philippe Soine w realizacji VCA Końcowe gry Bena Dovera (Ben Dover’s End Games, 2001), która w 2005 została uhonorowana AVN Award jako jeden z 500. najlepszych filmów dla dorosłych. Wkrótce podpisała kontrakty na wyłączność z Legend Entertainment i z Sin City Video. 
Harper kilkakrotnie pojawiała się w magazynach „High Society” i „Club International”. W kwietniu 2002 była ulubienicą magazynu „Penthouse”, jej zdjęcia ukazały się też na Aziani.com, a w maju 2002 pozowała dla magazynu „Hustler”. 
Pracowała jako tancerka w klubie ze striptizem. Pod koniec 2006 rozstała się z Sin City Video.
Jej nieoficjalna strona internetowa xxxhannahharper.com była obsługiwana przez jej dawną firmę produkcyjną w ramach jej pierwotnej umowy i nie ma już regularnej interakcji z tą witryną.

### Obecność w kulturze masowej
W 2004 gościła w programie Jaya Leno. Pojawiła się w komedii grozy The Boneyard Collection (2008) u boku Brada Dourifa, Tippi Hedren, Roberta Loggii, Ronna Mossa, George'a Claytona Johnsona, Roda McKuena, Kevina McCarthy i Williama Smitha, w serialu softcore na stacji Cinemax Co-Ed Confidential (2007–2009) jako Ophelia, a także zagrała postać Chloe w produkcji telewizyjnej Digital Entertainment Busty Cops: Protect and Serve! (2009).

## Życie prywatne
W 2002 związała się z brytyjskim aktorem i reżyserem filmów pornograficznych Benem Englishem, z którym prowadziła agencję LA Direct Models, aż do momentu, w którym rozpadł się ich związek w połowie 2004. 

## Nagrody i nominacje
| Rok  | Nagroda          | Kategoria                               | Film                              | Inni wykonawcy                                                                                                   | Rezultat  |
| ---- | ---------------- | --------------------------------------- | --------------------------------- | --- | --------- |
| 2002 | NightMoves Award | Najlepsza gwiazdka wg fanów             | –                                 | – | Wygrana   |
| 2003 | AVN Award        | Najlepsza nowa gwiazdka                 | –                                 | – | Nominacja |
| 2003 | AVN Award        | Najlepsza scena seksu w parze           | Role Models 2 (2002)              | Dillon Day | Nominacja |
| 2003 | AVN Award        | Najlepsza aktorka w filmie wideo        | Role Models 2 (2002)              | – | Nominacja |
| 2003 | XRCO Award       | Najlepsza nowa gwiazdka                 | –                                 | – | Nominacja |
| 2004 | AVN Award        | Najlepsza scena seksu grupowego – wideo | Bachelor (2003)                   | Steven St. Croix, Fallon Sommers, Jezebelle Bond, Aurora Snow, Hollie Stevens, Brittney Skye, Taylor Lynn i Roxy | Nominacja |
| 2007 | AVN Award        | Kontrakt gwiazdy roku                   | –                                 | – | Nominacja |
| 2007 | AVN Award        | Najlepsza scena seksu grupowego – wideo | Sodom 2: The Bottom Feeder (2006) | Tyla Wynn, Staci Thorn, Tiger i Alex Sanders                                                                     | Nominacja |